# Cutry (Meurthe-et-Moselle)
Cutry ist eine französische Gemeinde mit 1.042 Einwohnern (Stand: 1. Januar 2022) im Département Meurthe-et-Moselle in der Region Grand Est (bis 2015 Lothringen). Sie gehört zum Arrondissement Val-de-Briey und ist Mitglied im Gemeindeverband Grand Longwy Agglomération. Die Einwohner werden Custériens und Custériennes genannt.

## Geografie
Die Gemeinde Cutry liegt etwa 42 Kilometer westnordwestlich von Thionville an der Chiers, die die Gemeinde im Norden begrenzt. Nachbargemeinden von Cutry sind Lexy im Norden, Réhon im Nordosten, Chenières im Osten und Südosten, Ugny im Süden und Südwesten sowie Cons-la-Grandville im Westen.

## Bevölkerungsentwicklung
| Jahr                       | 1962 | 1968 | 1975 | 1982 | 1990 | 1999 | 2006 | 2013 | 2020 |
| Einwohner                  | 699  | 872  | 1096 | 1048 | 887  | 903  | 918  | 1042 | 1051 |
| Quellen: Cassini und INSEE |      |      |      |      |      |      |      |      |      |

## Sehenswürdigkeiten
- Nekropole aus dem 1./2. nachchristlichen Jahrhundert
- Pfarrkirche Saint-Pirmin aus dem 20. Jahrhundert
- Kapelle Notre-Dame-de-l’Assomption, errichtet 1750
- Burg und Schlossmuseum, errichtet 1781

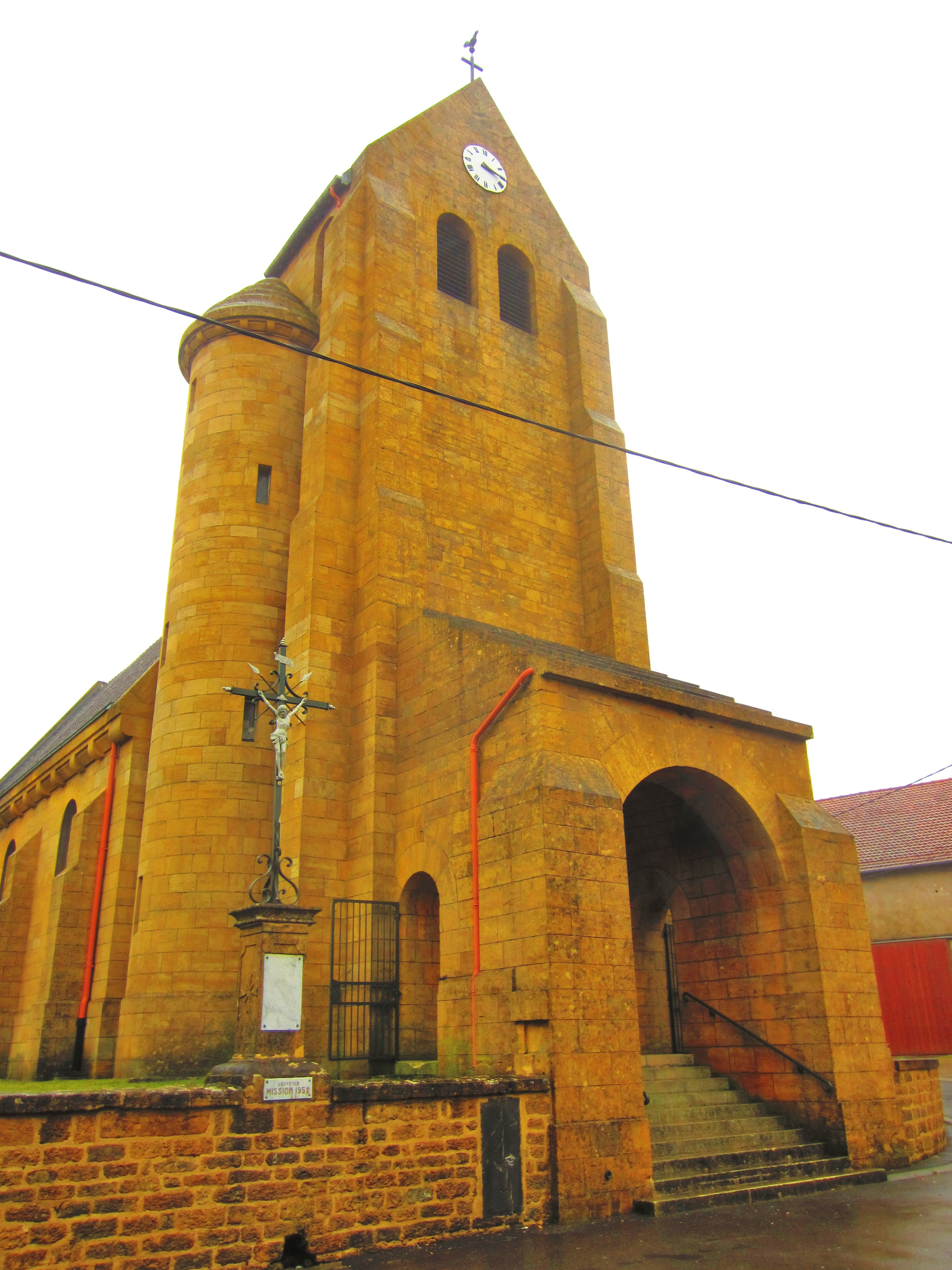
Pfarrkirche Saint-Pirmin
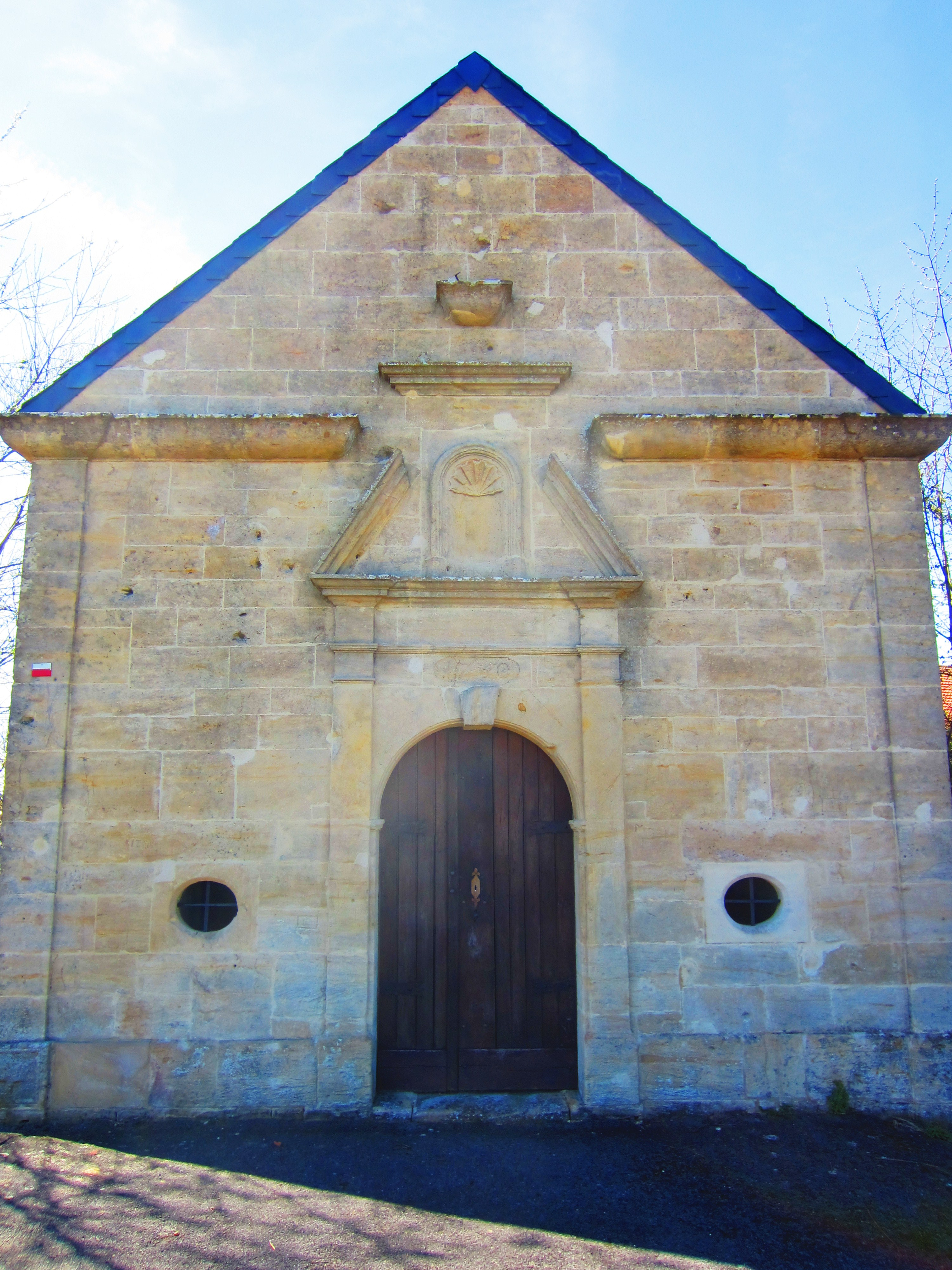
Kapelle Notre-Dame-de-l’Assomption
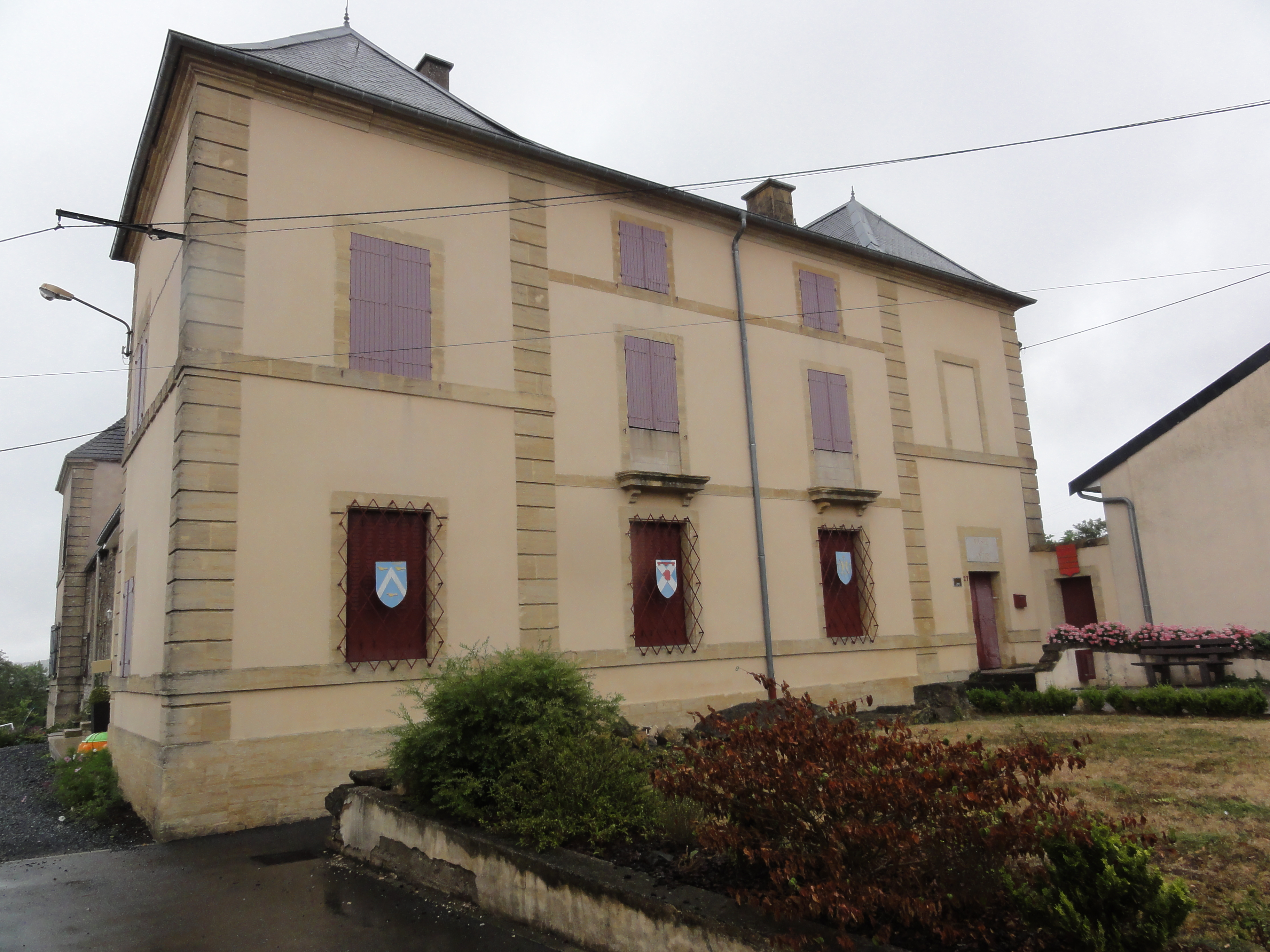
Schlossmuseum